# Camillus, New York
Camillus, New York (енгл. Camillus) град је у америчкој савезној држави Њујорк.

## Демографија
По попису из 2010. године број становника је 1.213, што је 36 (-2,9%) становника мање него 2000. године.
| Група             | 2000.         | 2010.         |
| Белци             | 1.205 (96,5%) | 1.126 (92,8%) |
| Афроамериканци    | 6 (0,5%)      | 42 (3,5%)     |
| Азијати           | 3 (0,2%)      | 2 (0,2%)      |
| Хиспаноамериканци | 12 (1,0%)     | 22 (1,8%)     |
| Укупно            | 1.249         | 1.213         |